# Austromegalomus insulanus
Austromegalomus insulanus är en insektsart som beskrevs av Oswald 1988. Austromegalomus insulanus ingår i släktet Austromegalomus och familjen florsländor. Inga underarter finns listade i Catalogue of Life.